# NGC 5899
NGC 5899 is een balkspiraalstelsel in het sterrenbeeld Ossenhoeder. Het hemelobject werd op 18 maart 1787 ontdekt door de Duits-Britse astronoom William Herschel.

## Synoniemen
- UGC 9789
- MCG 7-31-45
- ZWG 221.43
- IRAS 15132+4214
- PGC 54428